# Église de la Nativité-de-la-Vierge de Kherson
Pour les articles homonymes, voir Église de la Nativité.
L'église de la Nativité-de-la-Vierge, en ukrainien Греко-Софійська церква (Херсон), est une église située au cœur de la ville de Kherson située en Ukraine. 
L'église, dédiée à la Nativité de la Vierge porte aussi le nom de église Greco-Sophia, église Saint-Noël-Theotokos, de la Nativité de la Très Sainte Théotokos.
Elle fait suite à d'autre église de la Nativité, celle-ci fut bâtie par la volonté de Ivan Hannibal. EN 1778 une église en bois fut érigée puis remplacée par une en briques à partir de 1780.

## En images

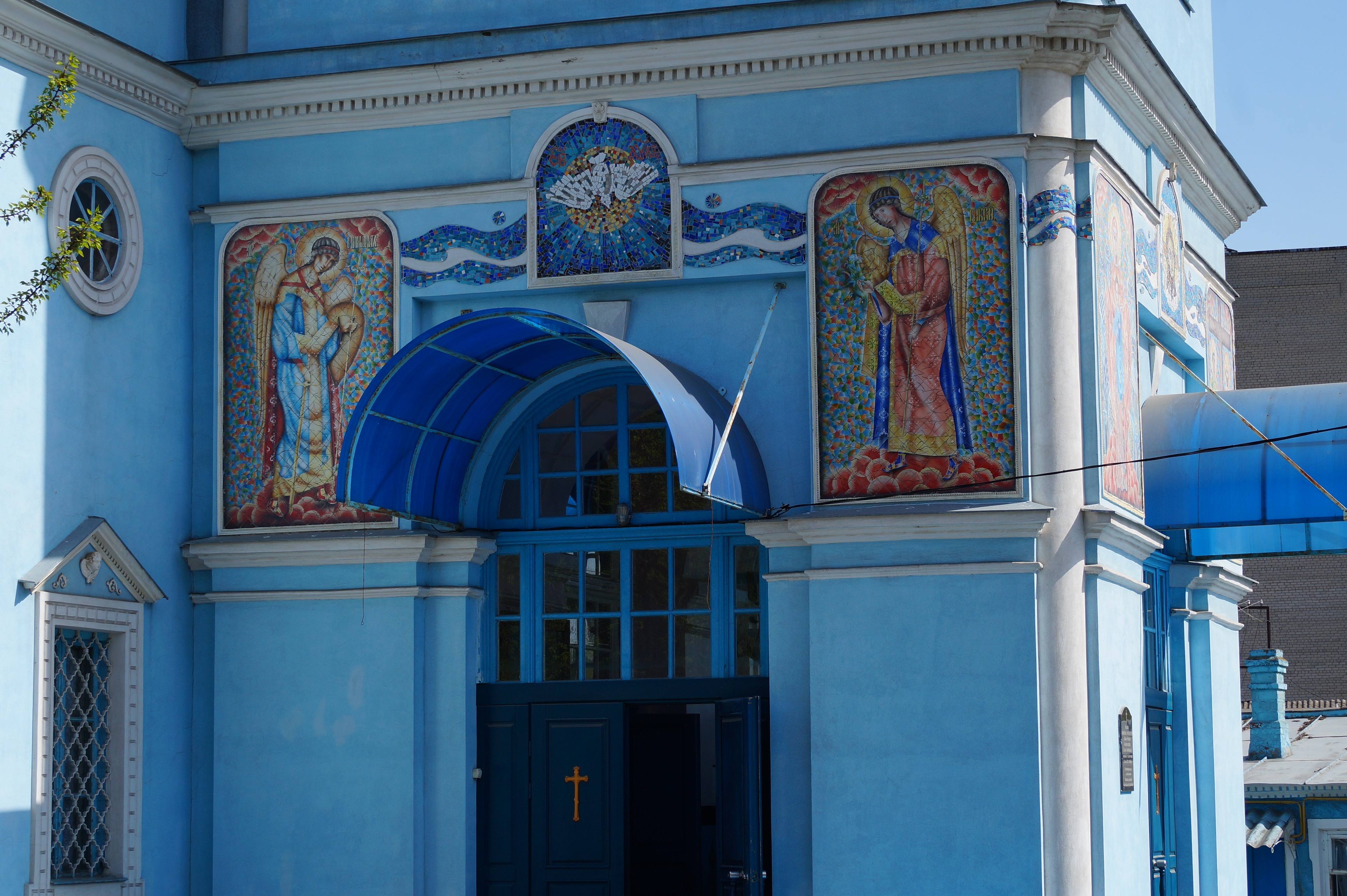
Détail de la tour-porche,
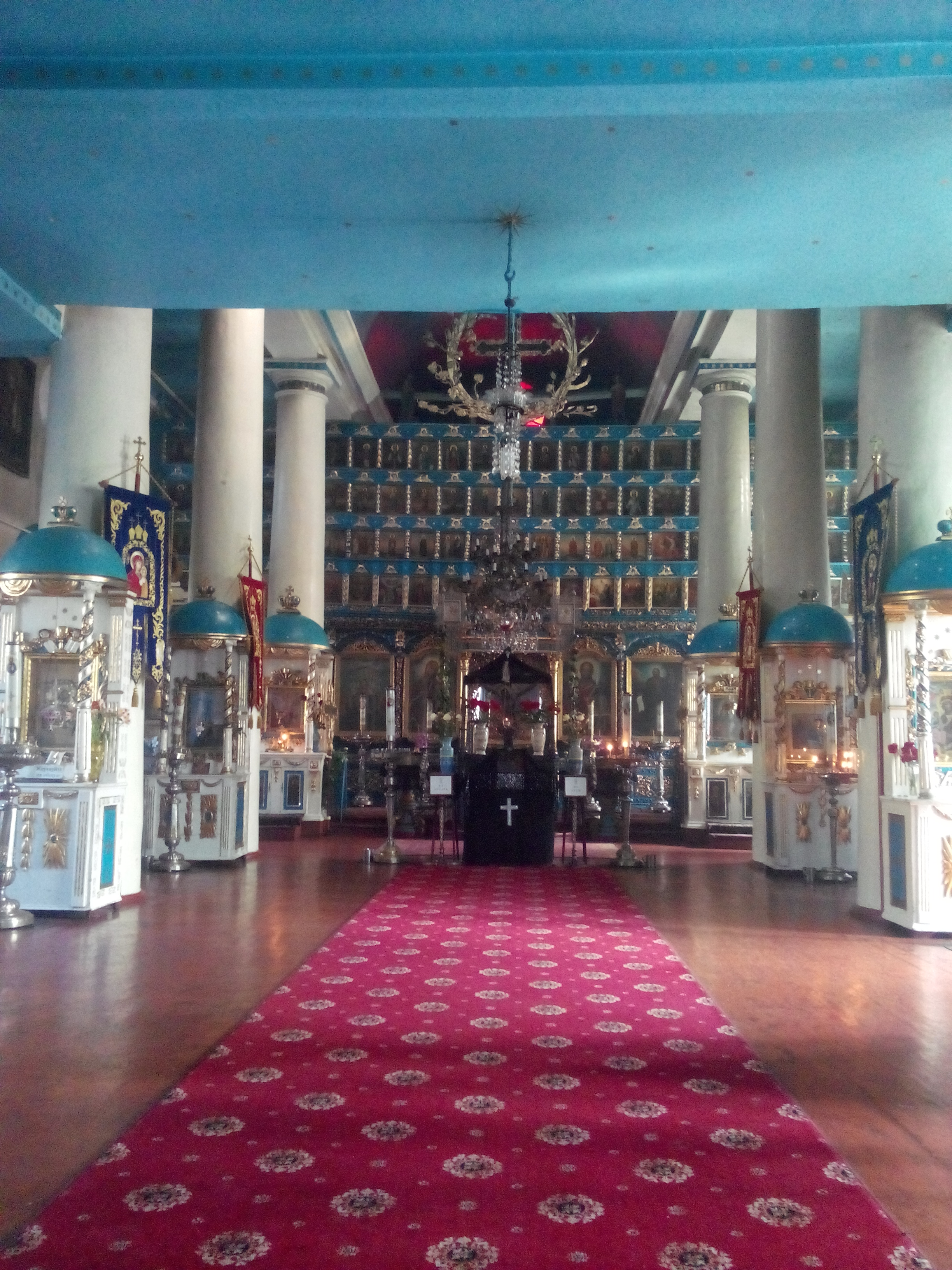
la nef,
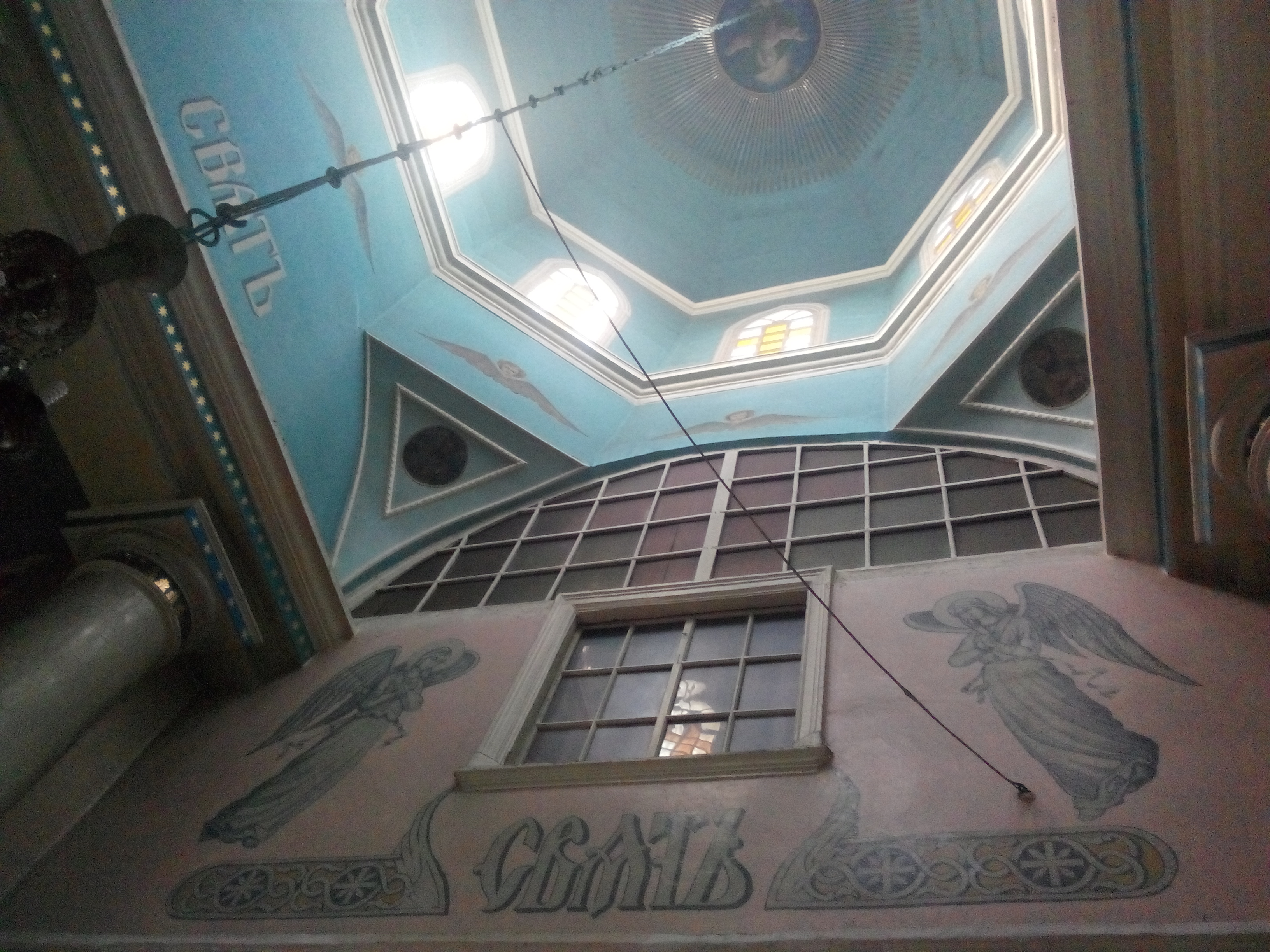
intérieur de la tour,
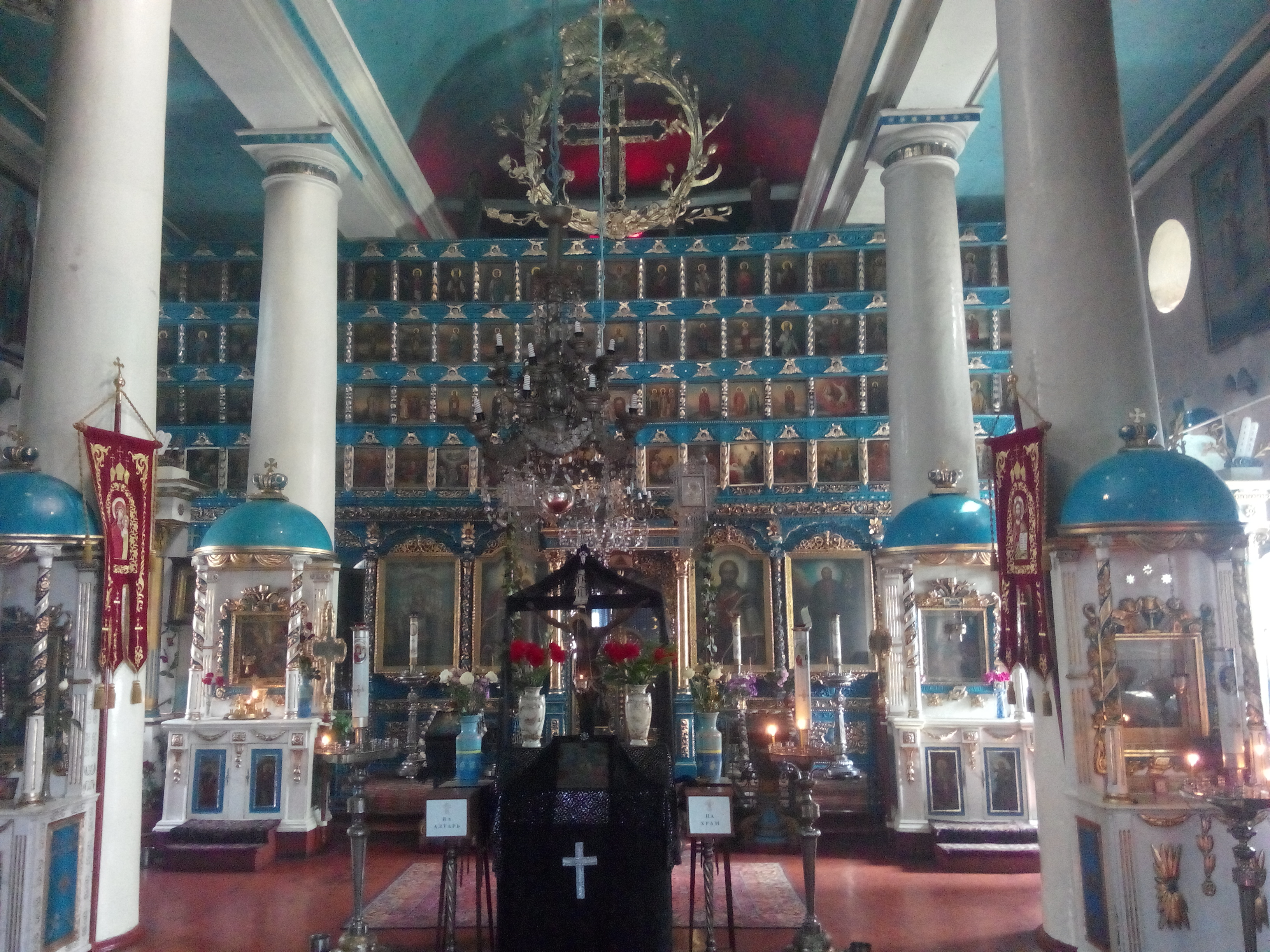
iconostase.